# Вила Чеколини (Пезаро и Урбино)
Вила Чеколини (итал. Villa Ceccolini) је насеље у Италији у округу Пезаро и Урбино, региону Марке.
Према процени из 2011. у насељу је живело 1989 становника. Насеље се налази на надморској висини од 44 м.